# Notoplax formosa
Notoplax formosa är en blötdjursart som först beskrevs av Reeve 1847.  Notoplax formosa ingår i släktet Notoplax och familjen Acanthochitonidae. Inga underarter finns listade i Catalogue of Life.